# Список професорів-істориків ЧНУ імені Ю.Федьковича
В статті наведено перелік професорів-істориків Чернівецького університету Федьковича

## Список
| № | Прізвище та ім'я                | Короткі біографічні дані | Дата присвоєння звання |
| - | ------------------------------- | --- | ---------------------- |
|   | Кравець Микола Миколайович      | Народився 24 листопада 1928 року в селі Бабичі в Польщі. Навчався в Львівському університеті під керівництвом Івана Крип'якевича. У 1954 році захистив кандидатську дисертацію на тему: У 1965 році захистив докторську дисертацію на тему: «Селянство Східної Галичини та Північної Буковини в другій половині XIX ст.» Протягом 1972-1975 рр завідувач кафедри історії УРСР Чернівецького університету. Помер 20 липня 2011 року у місті Вінниця. | 1972                   |
|   | Теодорович Іван Михайлович      | Народився 6 червня 1923 року в Польщі. У 1949 р. закінчив Львівський університет. У 1953 році захистив кандидатську дисертацію на тему: „Польське питання в політиці імперіалістичних держав в останній рік першої світової війни”. У 1972 році захистив докторську дисертацію на тему: Загарбницька політика Німеччини і Австро-Угорщини на Сході в 1914–1918 рр.” Завідувач кафедри загальної історії ЧНУ 1960-1966 та 1971-1986 рр. Помер 11 березня 2000 року в місті Чернівці |                        |
|   |                                 | |                        |
|   | Михайлина Павло Васильович      | Народився 25 січня 1923 року. Закінчив Чернівецький університет 1947 р. В 1958 р. захистив кандидатську дисертацію на тему: «Міста України у Визвольній війні 1648–1654 рр.» під керівництвом професора Голобуцького. У 1981 р. захистив докторську дисертацію на тему: «Становлення міського населення України та його участь у визвольній боротьбі українського народу (від Люблінської унії 1569 р. до Визвольної війни 1648–1654 рр.)» Помер 11 березня 2012 в м.Чернівці. | 1988                   |
|   | Гриценко Іван Антонович         | Народився 10 травня 1920 року в селі Нехворощ, Українська РСР. В 1937—1942 роах навчався в Київському державному університеті (закінчив в Кзил-Орді Казахської РСР), в 1946—1949 роках аспірант цього закладу. В 1950 році захистив у КДУ кандидатську дисертацію «Антифеодальна боротьба селянських мас Лівобережної України в 60-х роках XVII століття.» (науковий керівник член-кореспондент АН УРСР М. Н. Петровський). В 1981 році захистив докторську дисертацію «Північна Буковина, Росія і Наддніпрянська Україна в XIX — початку XX ст.: Економічні і громадсько-політичні зв'язки». З 1949 року працює в Чернівецькому університеті | 1989                   |
|   | Макар Юрій Іванович             | Народився 4 лютого 1935 року в Люблінському воєводстві. Закінчив Київський університет. У 1970-му році захистив кандидатську дисертацію на тему: "Збройне повстання 1944 року в Варшаві" під керівництвом професора Кундюби. У 1989 році захистив докторську дисертацію на тему: "Становлення та зміцнення ладу народної демократії в Польщі (1944-1949). Завідувач кафедри всесвітньої історії ЧНУ 1986-2001 рр. | 1991                   |
|   | Кожолянко Георгій Костянтинович | Народився 27 червня 1946 в Чернівецькій області, УРСР. У 1972 році закінчив Чернівецький університет. Завідувач кафедри історії античної і середньовічної історії 1981-1990 рр. У 1992 році захистив докторську дисертацію. Помер 10 січня 2019 року в Чернівцях. | 1994                   |
|   | Ботушанський Василь Мефодійович | Народився 31 грудня 1935 р. в Чернівецькій області. Закінчив Чернівецький університет 1961 р. У 1973 році захистив кандидатську дисертацію на тему: «Аграрні відносини на Буковині на початку XX ст. (1900—1914 рр.)» під керівництвом доцента Ліщенка. У 1997 році захистив докторську дисертацію на тему:«Сільське господарство Буковини (друга половина ХІХ — початок XX ст.)» Помер 21 серпня 2022 року в місті Чернівці. | 1997                   |
|   | Чучко Михайло Костянтинович     | Народився 11 листопада 1972 року в Чернівецькій області, УРСР. В 2000 році захистив кандидатську дисертацію. У 2008 році захистив докторську дисертацію. З 2013 до 2020 року завідувач кафедри античної та середньовічної історії. | 2012                   |